# Bolsover Brothers
Bolsover Brothers Ltd war ein britischer Hersteller von Automobilen.

## Unternehmensgeschichte
Das Unternehmen aus Eaglescliffe begann 1907 mit der Produktion von Automobilen. Der Markenname lautete Bolsover. 1909 endete die Produktion. Es entstanden nur wenige Exemplare.

## Fahrzeuge
Im Angebot standen Dampfwagen. Der Dampfmotor war vorne unter einer Motorhaube montiert. Ein Dreizylindermotor ist sicher, während in Anzeigen auch ein Vierzylindermotor erwähnt wurde. Der Motor trieb über eine Kardanwelle die Hinterachse an. Der Boiler befand sich unter der Sitzbank. Das Fahrgestell bestand aus Eschenholz. Die offene Karosserie bot Platz für zwei Personen.